# ويليام جي. إس. دونيلي
ويليام جي. إس. دونيلي هو سياسي كندي، ولد في 1844، وتوفي في 11 مارس 1914.